# Макарчук, Артём Евгеньевич
Артём Евгеньевич Макарчук (род. 9 ноября 1995, Светлый, Калининградская область) — российский футболист, полузащитник клуба «Сочи».

## Биография
Футболом начал заниматься в пять лет в СДЮСШОР г. Светлый, первый тренер Сергей Михайлович Ящук. После окончания школы стал играть в первенстве Калининградской области за команду «Олимпия» Гвардейск. С сезона 2015/16 — игрок команд ФНЛ «Балтика» Калининград (2015/16 — 2016/17, 2019/20 — 2021), «Луч-Энергия» Владивосток (2017/18), «Факел» Воронеж (2018—/19). С 8 февраля 2022 года — игрок ФК «Сочи». 7 марта дебютировал в РПЛ, выйдя на замену на 63-й минуте в гостевом матче с «Ростовом» (1:0).
По состоянию на ноябрь 2018 года — студент пятого курса Калининградского государственного технического университета.
24 сентября 2022 года дебютировал за национальную сборную России в неофициальном матче с Киргизией.